# Nesostenodontus formosanus
Nesostenodontus formosanus är en stekelart som beskrevs av Joseph Augustine Cushman 1937. Nesostenodontus formosanus ingår i släktet Nesostenodontus och familjen brokparasitsteklar. Inga underarter finns listade i Catalogue of Life.